# Alster (België)
Alster (Luxemburgs: Aalster) is een gehucht in de Belgische gemeente Burg-Reuland, gelegen in de Duitstalige Gemeenschap en het Waals Gewest in de provincie Luik.
Voor de fusie van Belgische gemeenten in 1977, maakte Alster deel uit van de gemeente Reuland.
Het gehucht telde op 31 december 2016 95 inwoners.

## Ligging en omschrijving

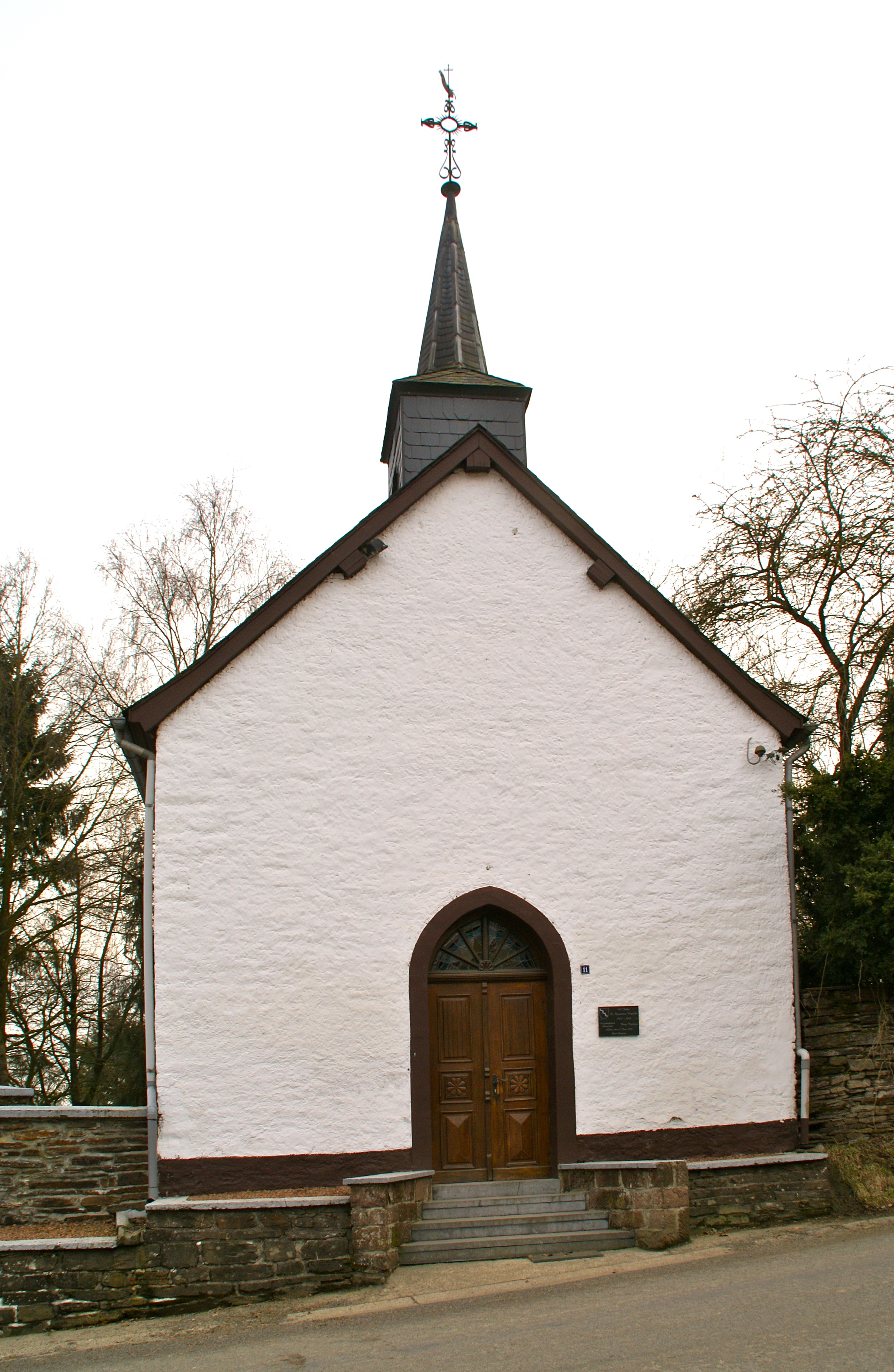
De Sint-Quintinus-kapel.

Alster is gelegen in een kleine vallei aan de noordkant van de vallei van de Ulf, een zijrivier van de Our. Het dorp Burg-Reuland ligt 2 kilometer ten zuiden ervan in deze zelfde vallei. 
Verafgelegen van grote verkeersassen, zijn de woningen in Alster gelegen langsheen de enige weg van het gehucht. Enkele afgezonderde boerderijen bevinden zich in de omgeving van de plaats.
De heuvel Thommerberg, met een hoogte van 518 m, domineert het noordelijk deel van het gehucht, waarvan de gemiddelde hoogte ongeveer 450 m is.

## Erfgoed
Alster lijkt al sinds de prehistorie bewoond te zijn geweest.
In 1862 werden op bevel van Moritz August von Bethmann-Hollweg, de Pruisische minister van cultuur, opgravingen uitgevoerd en in diezelfde periode werden er op de Mertesheide ook zes grafheuvels ontdekt, waarbij kleischerven, een verzilverd vat in de vorm van een dubbelbeker en stenen doodskisten werden gevonden.
De aan Quintinus gewijde kapel (Sint-Quintinuskapel) werd in 1907 opgetrokken ter vervanging van een eerder aan deze heilige gewijd huisje. Het heeft een schip met twee traveeën en een leistenen dak met dakruiter.
Nabij de plaats vindt men twee leistenen wegkruisen.

## Galerij

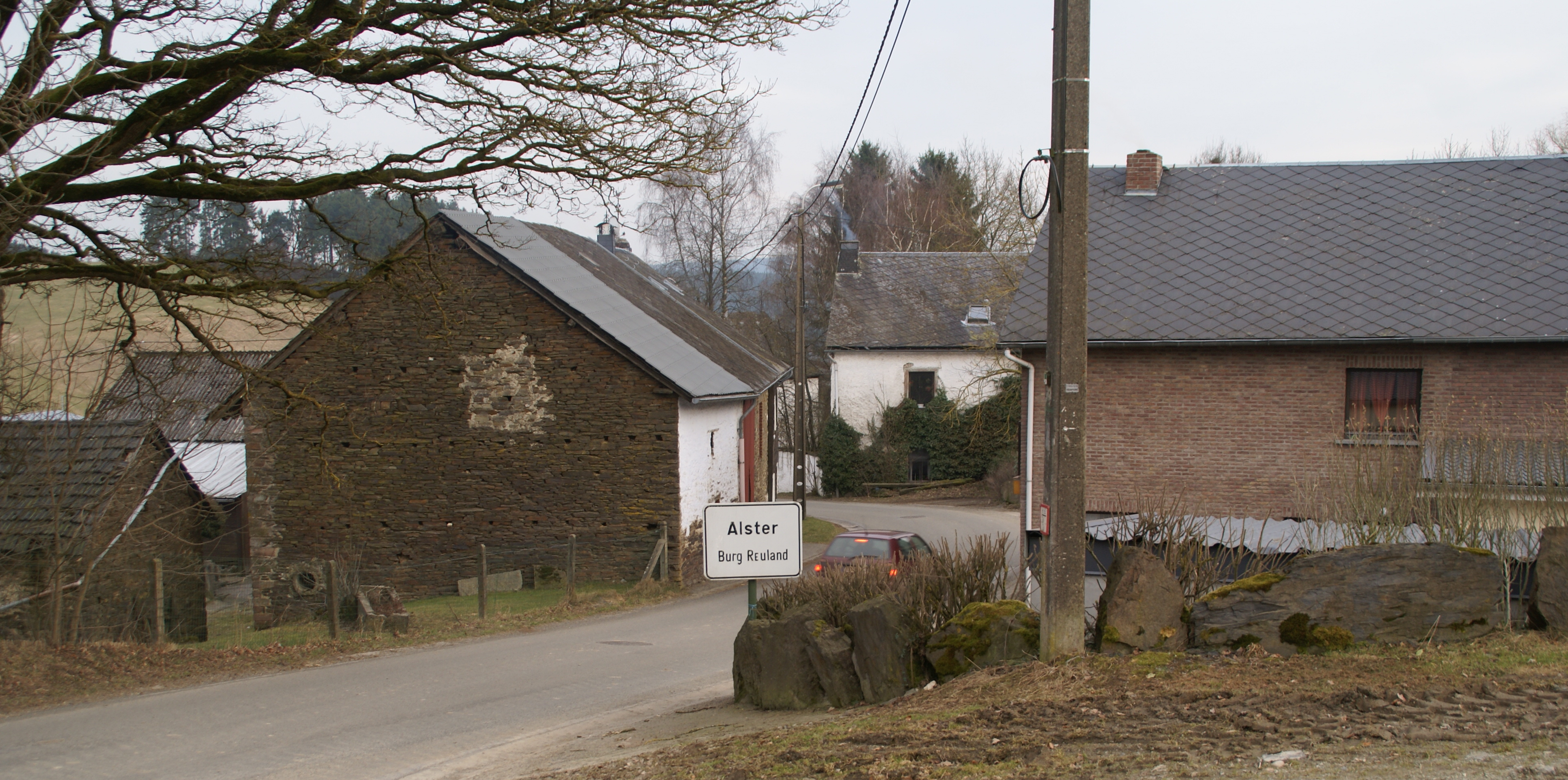
De Quintinusstraße van Alster met de aanliggende woningen.
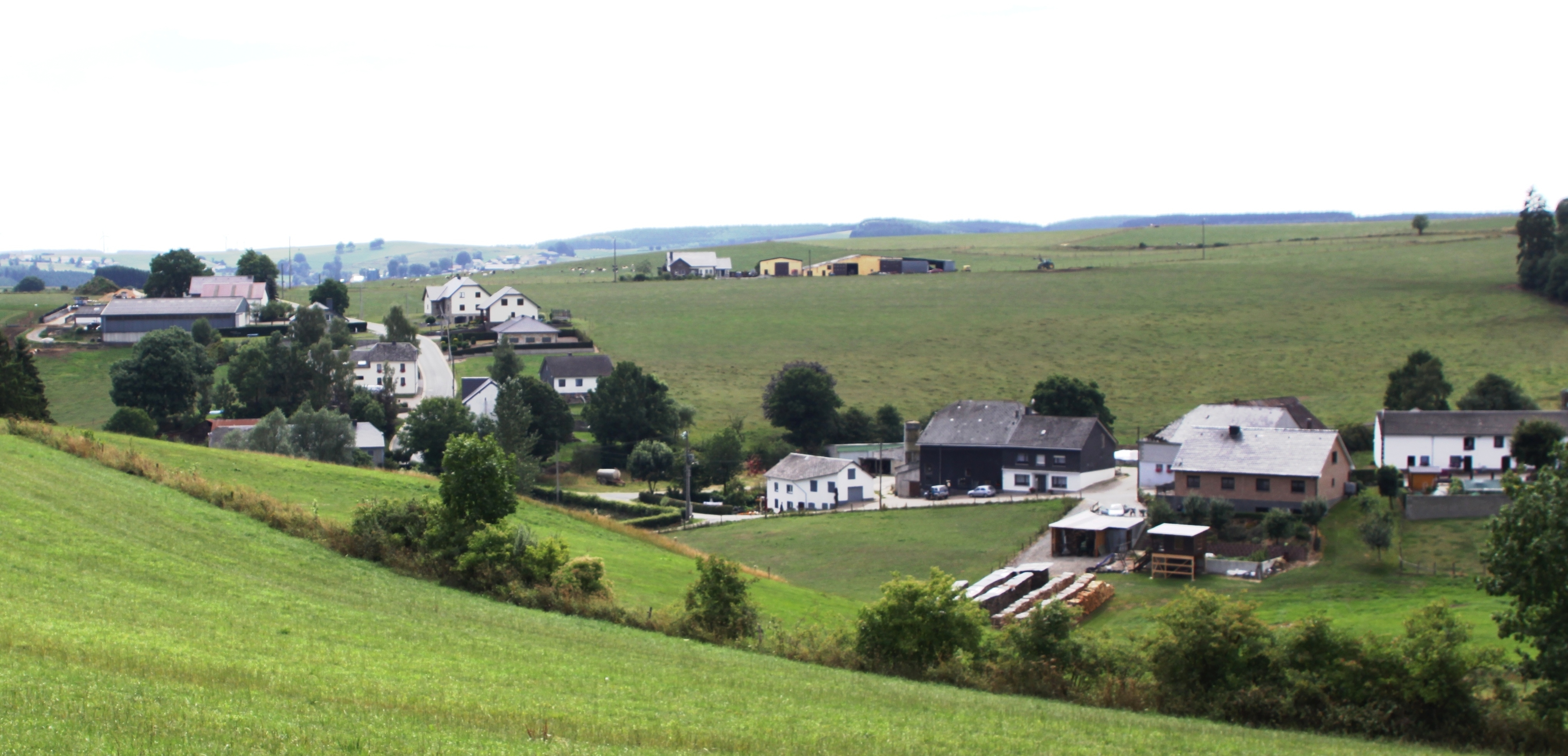
Zicht op het dorp.
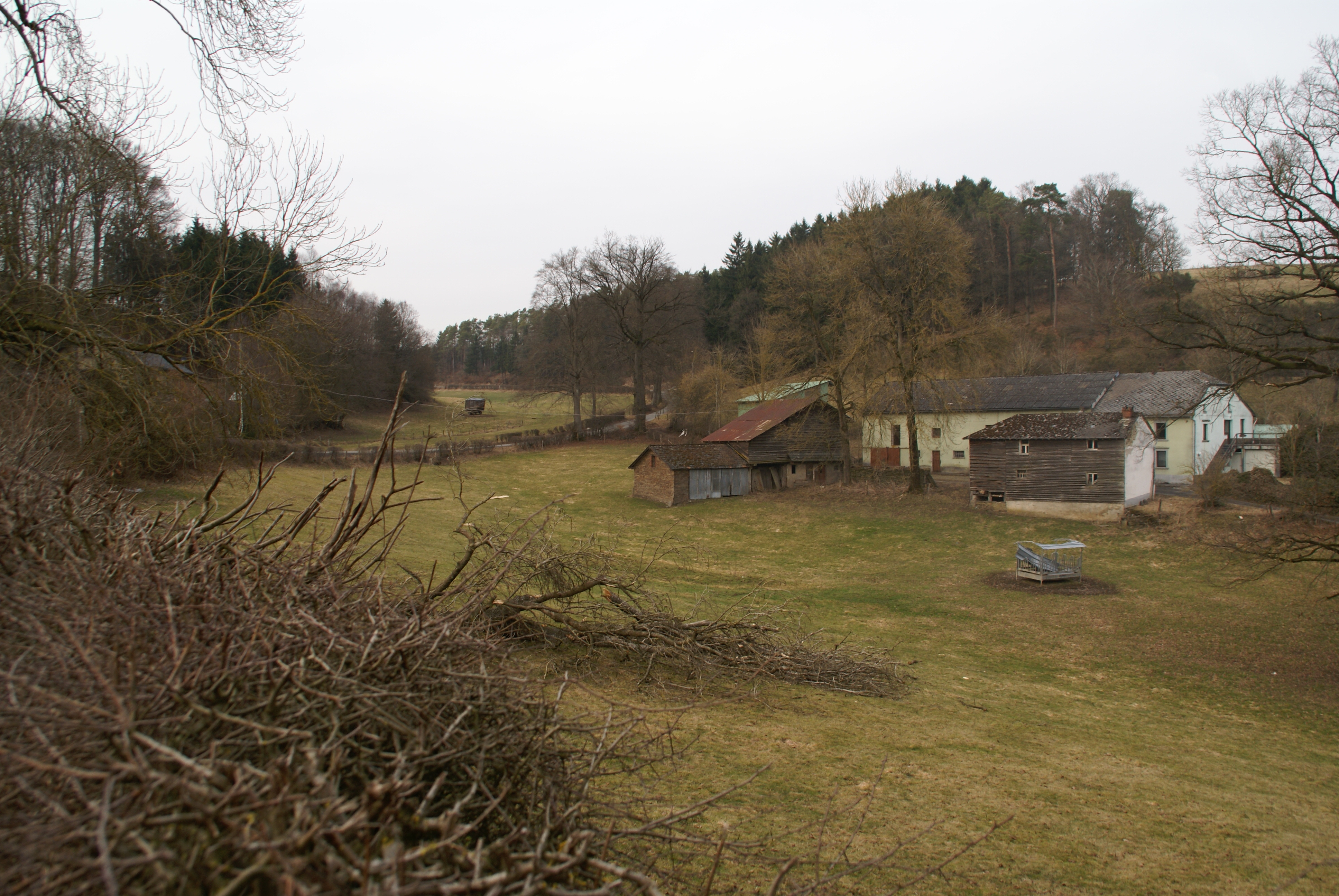
Een afgelegen boerderij in Alster.

## Nabijgelegen kernen
Grüfflingen, Maspelt, Reuland

## Referentie
- Dit artikel of een eerdere versie ervan is een (gedeeltelijke) vertaling van het artikel Alster (Belgique) op de Franstalige Wikipedia, dat onder de licentie Creative Commons Naamsvermelding/Gelijk delen valt. Zie de bewerkingsgeschiedenis aldaar.